# Edward Lowassa
Edward Lowassa, né le 26 août 1953 à Arusha (Tanganyika) et mort le 10 février 2024 à Dar es Salam, est un homme d'État tanzanien, Premier ministre de Tanzanie du 30 décembre 2005 au 7 février 2008.

## Biographie

### Fonctions politiques
Edward Lowassa a été ministre d'État au cabinet du Premier ministre pendant le deuxième mandat du président Ali Hassan Mwinyi. Il a demandé la nomination de Chama Cha Mapinduzi (CCM) comme candidat à la présidence en 1995, mais a été éliminé dans les premiers stades par l'ancien président Julius Nyerere, qui croyait fermement qu'Edward Lowassa n'était pas alors le bon document pour la présidence. Il a conservé son siège parlementaire et est devenu un député de premier plan au Parlement jusqu'en 1997, date à laquelle il a été nommé ministre d'État au bureau du vice-président pour l'environnement et la pauvreté.
Après les élections générales de 2000, il a été nommé ministre du Développement de l'eau et de l'élevage et a fait sa marque en tant que ministre travailleur. En 2005, Edward Lowassa a choisi de ne pas solliciter l'investiture présidentielle du CCM mais est devenu un militant clé de son ami de longue date, Jakaya Kikwete, dans sa candidature au siège présidentiel.
Jakaya Kikwete, courant sur un ticket CCM, a remporté les élections en battant les autres candidats par une large marge. Il a obtenu 82 % des voix. En retour, le président Jakaya Kikwete a nommé Edward Lowassa au poste de Premier ministre le 29 décembre 2005. Le Parlement a massivement confirmé la nomination, avec 312 voix pour et deux contre, et Edward Lowassa a prêté serment le 30 décembre. Edward Lowassa possède une vaste expérience dans les affaires parlementaires et gouvernementales.